# Thorsten Bagschik
Thorsten Bagschik (* 1969) ist ein deutscher Wirtschaftswissenschaftler. 

## Leben
Bagschik studierte Betriebswirtschaftslehre an der Universität Paderborn, an der Chapman University, am St. Olaf College und an der University of Kansas. An der TU Bergakademie Freiberg assistierte er am Lehrstuhl für Allgemeine Betriebswirtschaftslehre von Egon Franck, wo er mit summa cum laude zum Dr. rer. pol. promovierte. Außerdem war er als wissenschaftlicher Mitarbeiter an der Forschungsstelle Innovationsökonomik der TU Bergakademie sowie am Fraunhofer-Institut für System- und Innovationsforschung in Karlsruhe angestellt. Er arbeitete in der Industrie und bei einer amerikanischen Beratungsgesellschaft als Strategieberater.
Von 2005 bis 2008 lehrte Thorsten Bagschik als Professor für Betriebswirtschaftslehre und Internationales Management an der SRH Hochschule Heidelberg. Anschließend war er Geschäftsführer an der BiTS Hochschule in Iserlohn und ab Dezember 2010 ihr Präsident. Ab 2011 war Bagschik zudem Geschäftsführer der Laureate Germany Holding GmbH und weiterer Tochtergesellschaften, u. a. der Berliner Technischen Kunsthochschule (btk). Vor seinem Wechsel nach Berlin übernahm er von August 2016 bis April 2017 die interimistische Geschäftsführung der EBS Universität für Wirtschaft und Recht in Wiesbaden und Oestrich-Winkel.
Seit September 2017 ist er Geschäftsführer der SRH Hochschulen Berlin GmbH. Sie ist die Trägergesellschaft der SRH Hochschule Berlin einschließlich ihres Campus in Dresden, der SRH Hochschule der populären Künste (hdpk) und der design akademie berlin, SRH Hochschule für Kommunikation und Design. Seit Oktober 2023 ist er Geschäftsführer der SRH Hochschulen GmbH, der Trägergesellschaft der SRH Hochschule Heidelberg, SRH Hochschule in Nordrhein-Westfalen, SRH Berlin University of Applied Sciences, die im Oktober 2024 mit der SRH Hochschule für Gesundheit Gera und Wilhelm Löhe-Hochschule Fürth zur SRH University of Applied Sciences Heidelberg fusionierten.

## Veröffentlichungen
- Gebrauchsüberlassung komplexer Konsumgüter. Deutscher Universitäts-Verlag, Wiesbaden 1999. ISBN 3-8244-6887-5
- Strategien der Kreislaufwirtschaft und mikroökonomisches Kalkül. (mit Egon Franck, Christian Opitz, Torsten Pudack) Schäffer-Poeschel, Stuttgart 1999. ISBN 978-3-7910-1514-9
- Utopias in the English speaking world and the perception of economic reality. Lang, Frankfurt am Main 1996. ISBN 3-631-49970-1